# تایسبرگشتگن
تایسبرگشتگن (به آلمانی: Theisbergstegen) یک شهر در آلمان است که در Kusel واقع شده‌است. تایسبرگشتگن ۷۱۵ نفر جمعیت دارد.